# Канібалізм у людей

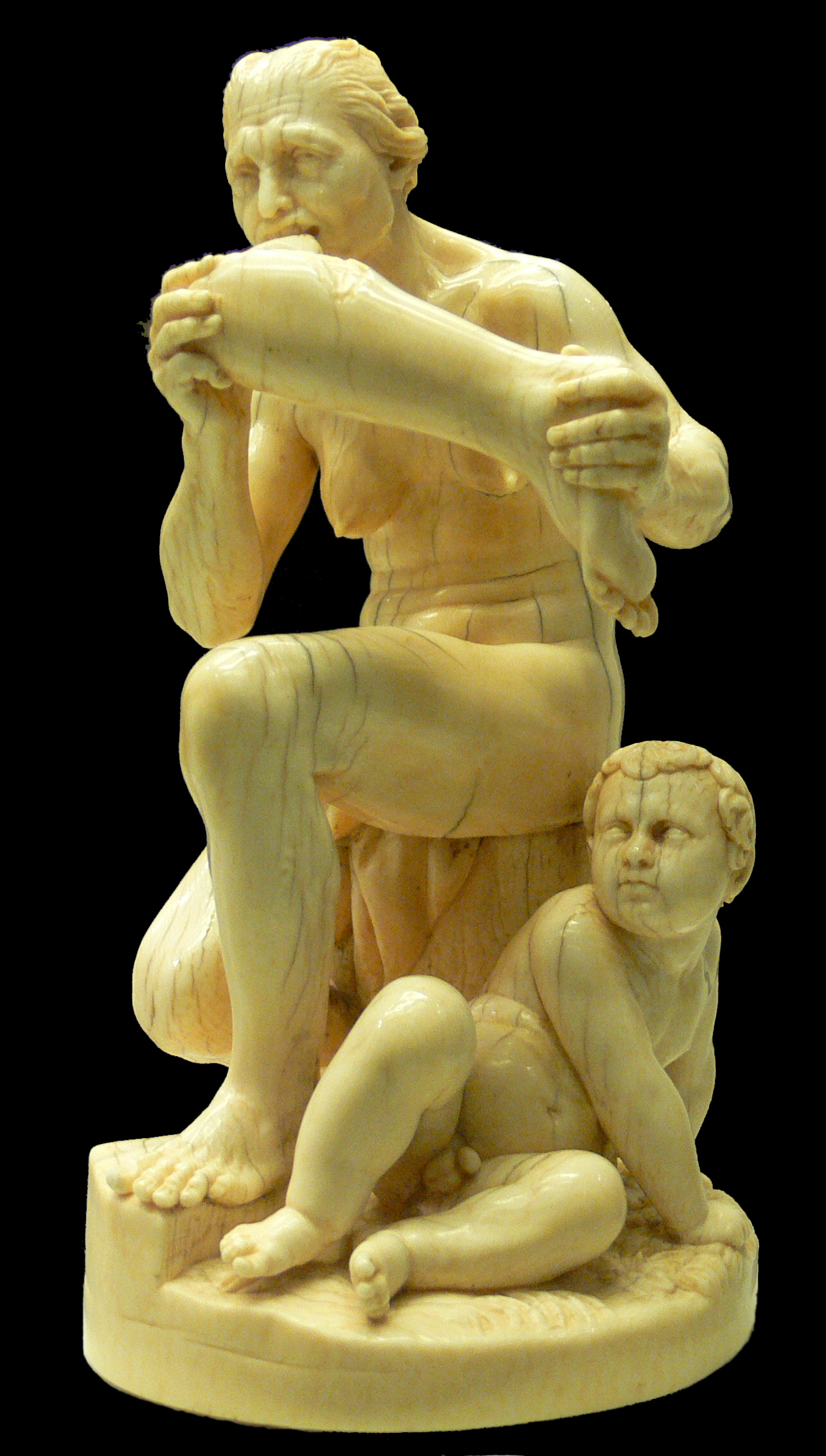
Людоїдка. Скульптура Леонарда Керна, близько 1650 року

Людоїдство, антропофагія, канібалізм (від фр. cannibale, ісп. caníbal) — поїдання людьми людської плоті. В біології терміни «канібал» і «людоїд» нерівнозначні. Людоїд — будь-яка істота, що поїдає людину, а канібал — істота, що поїдає собі подібних.

## Етимологія
«Антропофагія» походить від грецького слова «антропос» (дав.-гр. ανθρωπος, людина) і «фагос» (дав.-гр. φάγος, пожирач).
Терміни «канібалізм» і «канібал» походять від «каніба» — назви вест-індіанських народів, даної Христофором Колумбом, в яких іспанці вперше спостерігали людожерство. Колумб дав таку назву, вважаючи, що доплив до Азії, а бачені аборигени є підданими хана (ісп. kan). Пізніше ці народи стали відомі як кариби. Слово «канібал» вперше зафіксовано в 1550-ті роки. Також «канібал» хибно виводилося від «каніс» (лат. canis) — собака. Хоча термін виник щодо поїдання людей людьми, з 1796 року він поширюється на весь тваринний світ.

## Історія

### Доісторичні часи та архаїчні суспільства
Людожерство було властиве багатьом племенам і етнічним групам. Перші достовірні свідчення людожерства датуються часом 0,8—0,96 млн років тому та здійснювалися представниками Homo antecessor. Проте невідомо, в яких випадках воно було зумовлене голодом, а в яких було ритуальним задля перейняття сили чи знань жертви. Канібалізм практикувався в неандертальців, причому загальна кількість випадків зростала в міру змін клімату, особливо між зледеніннями 128 тис. — 114 тис. років тому, коли неандертальцям бракувало звичайної їжі. Знахідки їхніх кісток у Франції, Хорватії та Італії демонструють сліди різання кам'яними знаряддями. Є свідчення, що неандертальці та Homo antecessor їли одні одних, однак систематичність такого людожерства вивчена слабко. В англійській печері Гоф знайдено людські рештки, яким 14 700 років, на яких є сліди канібалізму, а черепи використовувалися як чаші.
Людське тіло загалом не вельми поживне, тому предметом постійного промислу, а тим паче основою звичайного раціону, людина для іншої людини бути не може. Тіло пересічного чоловіка масою 66 кг містить 144 кілокалорії, з них на скелетні м'язи припадає 32 кілокалорії (1,3 кілокалорії на кг). Для порівняння, благородний олень, на якого полювали численні народи впродовж усієї історії, містить 163 кілокалорії. До того ж у людському тілі порівняно мало жиру, що обмежує його цінність як харчу та використання в господарстві. Тому більшість випадків канібалізму мали ритуальний характер. Зокрема в архаїчних суспільствах практикувався екзоканібалізм — поїдання переможених ворогів, представників інших спільнот. Крім того, канібалізм бував частиною поховальних обрядів (некроканібалізм), як у майорунів, котрі вважали, що тіла померлих батьків належить з'їсти їхнім дітям, а не червам. У деяких випадках споживалися неїстівні частини тіла, наприклад, у племені яномама кістки та попіл, які лишилися після спалення, додавалися в ритуальну їжу.

### Давня історія
В історичні часи в цивілізованих народів канібалізм переважно засуджується та вважається злочином. Людоїдство стає ознакою дикунів, варварів або ворогів загалом. Геродот згадував як канібалів народи, що жили на північ від Скіфії у V ст. до н. е. Як людоїда, що їсть спеціально приготованих людей, описано в одному з гімнів давньоєгипетського царя Уніса, котрий жив близько 2317—2297 років до н. е. Полібій приписував Ганнібалу (247—183 до н. е.), що той у своїх походах на Рим запровадив людоїдство у війську при подорожі до Італії. Діон Кассій описував випадок, коли єгипетське плем'я здійснило ритуальне вбивство та поїдання двох римських офіцерів. Йосип Флавій згадував випадки людоїдства в Єрусалимі в 70 році, коли місто взяли в облогу римляни. Іноді вважається, що християнське таїнство причастя виникло як замінник язичницького ритуального канібалізму.

### Середньовіччя
Під час люшанського повстання в Китаї династії Тан (775—763 роки) як повстанці, так і імперські сили практикували поїдання сердець і печінки ворогів для залякування. Подібно ацтеки та маорі їли своїх ворогів.
Арабські джерела стверджували, що хрестоносці під час першого походу їли своїх мерців, хоча ці відомості не вважаються достовірними. Людоїдство достеменно відбувалося під час Великого голоду 1315—1317 років у Європі та Північній Африці. Загалом, в історичний час випадки людоїдства серед цивілізацій здебільшого зумовлені винятковим голодом. Утім, за Середньовіччя доволі поширеним було марновірство, що частини людських мумій, а саме єгипетських, мають цілющі властивості, тому з них виготовлялися ліки. Аж до XVI століття процвітала торгівля муміями саме з такою метою, причому деякі з мумій виготовлялися зумисне з тіл убитих рабів. Віра в цілющість порошку з мумій зберігалася навіть у Вікторіанську епоху.

### Відродження та Новий час
Серед американських колоністів найдавніша задокументована згадка про людожерство датується 1609 роком, коли жителі з м. Джеймзтаун, штат Вірджинія, через голод убили та з'їли 14-річну дівчину. Капітан Джеймс Кук, першопроходець Австралії і Океанії, був вбитий на Гавайських островах, його тіло було з'їдене аборигенами.
Згідно з «Морським звичаєм» (The Custom of the Sea), канібалізм дозволявся серед моряків в екстремальних умовах. З'їсти дозволялося померлих, або вбити живих, при цьому жертва мусила бути випадковою та обиралася за жеребом. Так, у 1820 році перебуваючи на відстані майже тисячі кілометрів від порту, китобійний корабель «Ессекс» був раптом атакований китом, на якого раніше невдало полювали члени екіпажу. Капітан разом з командою вирішили пливти до узбережжя Південної Америки на трьох човнах. Тіло одного матроса не поховали в морі, як інших, а з'їли, а потім тіла ще трьох матросів. Зголоднілі матроси з'їли ще двох членів екіпажу в такий спосіб, аж поки були врятовані англійським судном. У 1884 році відбулася судова справа проти чотирьох членів екіпажу англійської яхти «Міньйонка», які опинилися в шторм далеко від мису Доброї Надії. Через кілька днів один з екіпажу знепритомнів, інші вирішили вбити його та з'їсти. Двох із трьох уцілілих визнали винними у вбивстві. Вагомим результатом цієї справи стало те, що крайня необхідність виключала злочинність вчинку.
Історичні свідчення про канібалізм у Месоамериці, зокрема мемуари іспанського конкістадора Ернана Кортеса, підтверджують, що канібалізм був і міг мати як ритуальне, так і практичне значення. Одні дослідники, як-от антрополог Марвін Гарріс, вважають, що нестача тваринного білка після вимирання великої фауни змусила ацтеків створити релігійну систему жертвопринесень для поповнення харчових ресурсів. Інші, зокрема Бернард Ортіс, наголошують на винятково символічному характері людожерства, пов’язаного з ритуалами. Доповненням до цієї дискусії є нейробіологічна гіпотеза Мігеля Ернандеса, яка пов’язує дефіцит серотоніну через кукурудзяну дієту з підвищеною агресією та схильністю до антропофагії. Таким чином, роль канібалізму в Месоамериці залишається предметом міждисциплінарних досліджень та наукових суперечок.
Фіджійський вождь Унре Унре, що жив у XIX столітті, потрапив до Книги рекордів Ґіннесса за «найбільший канібалізм»: він з'їв від 872 до 999 осіб.

### Новітня історія

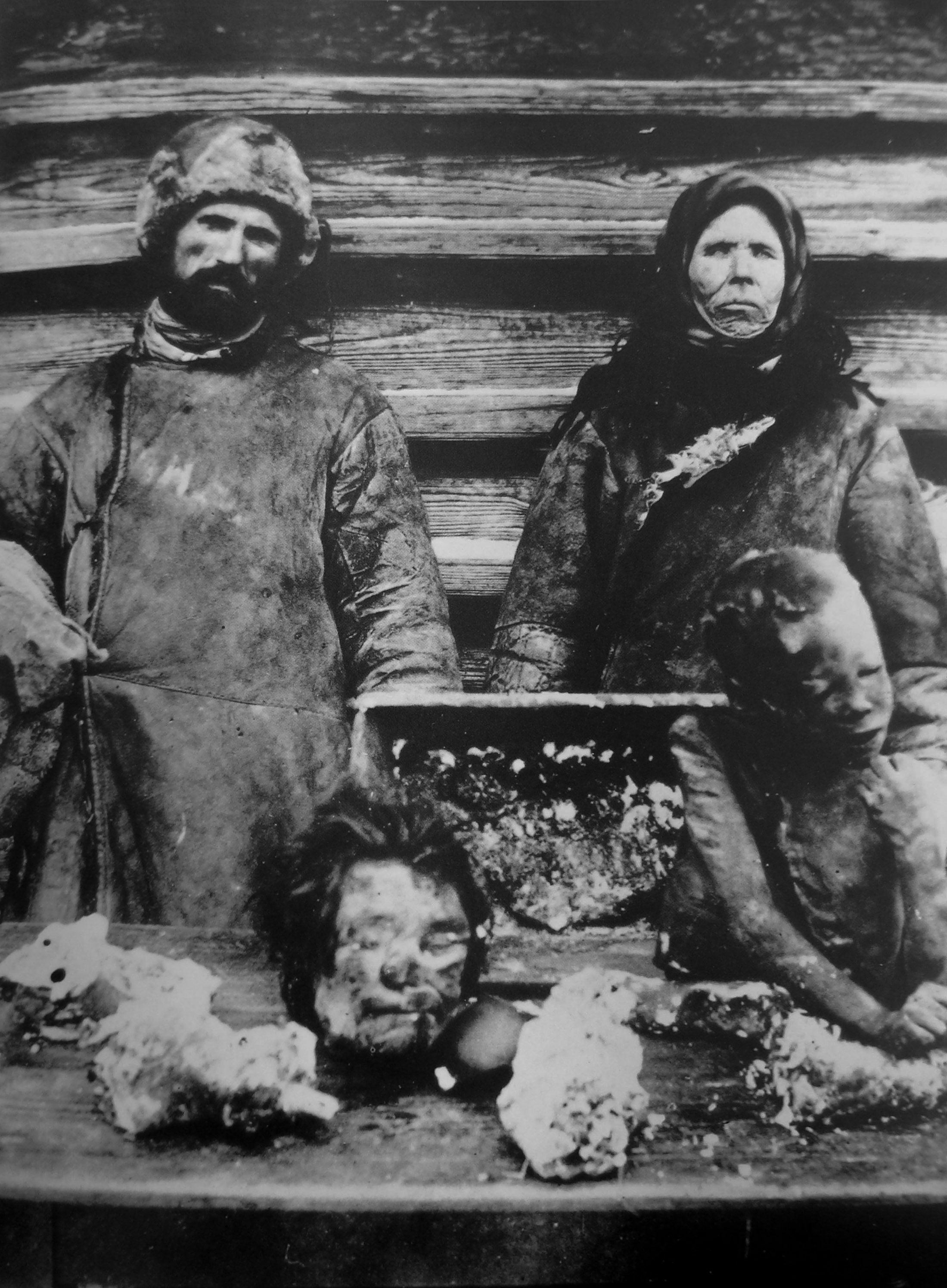
Канібалізм під час голоду На Поволжі, 1921 рік

На Поволжі в 1921—1922 роках під час голоду селяни харчувалися трупами померлих, які викопували з могил, можливо, траплялися випадки зумисного вбивства старих. Загалом відомо про 244-х людоїдів. Деякі самі зізнавалися в людоїдстві, щоб отримати харчування у в'язниці.
В Радянському Союзі в 1930-ті роки неодноразово траплялися випадки канібалізму. Вони були поширеним явищем при спробах групової втечі з таборів системи ГУЛАГу та з періодичними голодними катастрофами.
Під час Назінської трагедії в ході насильницької депортації «соціально небезпечних та декласованих елементів» на острові було висаджено близько 6100 осіб без харчів, даху над головою, предметів побуту та робочого приладдя. Через злидні, голод, хвороби та спроби втечі за 13 тижнів у живих залишилось близько 2200 осіб. Багато тіл загиблих мали явні ознаки канібалізму, чимало зникли безвісти. В підсумку було затримано близько 50 осіб за підозрою в канібалізмі, але вину не було доведено.
Факти канібалізму підтверджували очевидці з різних регіонів України під час Голодомору 1932—1933 років. Страждаючи від голоду, селяни, в яких було відібрано харчі, викопували поховані трупи та вбивали слабких, зокрема дітей. Водночас, за донесенням ОДПУ УРСР, випадків людоїдства зареєстровано 28, хоча часом називаються числа в 368 випадків трупоїдства, окрім поїдання зумисне вбитих. За сучасними оцінками, канібалізм під час Голодомору не був масовим, але його факт слугував ефективним засобом терору, вигідним владі.
Під час облоги Ленінграду в 1941—1942 роках в місті відбувався канібалізм, зумовлений нестачею харчів. За канібалізм було затримано близько 500 осіб, деякі з людоїдів об'єднувалися в групи для полювання та продажу людського м'яса. Більшість випадків складало поїдання померлих від голоду, проте траплялися випадки зумисного вбивства. Канібалізм практикувався в японській армії, часом цілими загонами. Вважається, що жертвами канібалізму стали близько сотні військовополонених, причому деяких калічили, зрізаючи плоть, але лишаючи живими.
У часи Культурної революції в Китаї, за деякими свідченнями, відбувалися тисячі випадків канібалізму, до яких люди залучалися з метою довести вірність ідеології. Люди групами поїдали трупи чи лише печінку. Вважається, що таким чином були з'їдені щонайменше 137 осіб, і щонайменше 91 людоїд був членом комуністичної партії. Під час військових дій 1960—1970 років у Південно-Східній Азії зареєстровано декілька випадків людожерства в Камбоджі. Згідно з багатьма спостереженнями, війська кхмерів з'їдали частини тіл вбитих ворогів, зокрема печінку, в ритуальній церемонії. Цьому суперечать свідки, які стверджують, що людожерство було викликано нестачею їжі, а не ритуальними вимогами.
Випадки людожерства були також зареєстровані під час збройних конфліктів у Африці, зокрема у Конго, Ліберії та Сьєрра-Леоне. Більшість цих випадків спричинені голодом, проте є свідчення, що деякі африканські шамани використовують частини тіла у своїх церемоніях.
13 жовтня 1972 року під час перельоту уругвайського літака рейсу 571 через Анди він зазнав катастрофи високо в горах, між Чилі та Аргентиною. Після декількох тижнів голоду і боротьби за виживання група вцілілих пасажирів літака почали їсти тіла людей, які померли під час аварії. Споживання тіл померлих надало їм можливість вижити і врятуватися через два місяці. За мотивами цієї пригоди знято кінофільм «Живі: Чудо Анд».
У 1981 році японський студент Іссей Саґава застрелив і з'їв свою однокурсницю Рене Гартевелт. Пізніше, після ув'язнення, він став доволі відомою постаттю, беручи участь у шокуючих мистецьких подіях. Митець Рік Гібсон у 1988 році публічно з'їв зумисне пожертвувані мигдалики, а в 1989 — зріз людського яєчка. Частини тіла своїх жертв можливо їв Андрій Чикатило. В 2001 році Армін Майвес убив і з'їв Юргена Брандеса за його згодою як частину реалізації спільних сексуальних фантазій.
Ліки, виготовлені з людської плоті, вживаються в Тибеті. Випадки людоїдства через голод фіксувалися в Північній Кореї в 1990-ті та в 2006 році.

## Канібалізм у культурі

Дикуни-людожери, гравюра XVI століття

Людожерство — поширений мотив у міфології та фольклорі практично всіх культур. У численних міфах і казках героя з'їдає чудовисько, що може або слугувати повчанням, показуючи загибель як наслідок порушення певного правила, так і символізувати смерть людини в одному статусі, за чим слідує її воскресіння у вищому статусі. Також стародавні оповіді про людожерство можуть свідчити про його реальне практикування: поїдання старих чи дітей, яких плем'я не могло утримувати; або магічні практики, за яких шляхом поїдання людини канібалам начебто передається сила чи знання жертви. Примітно, що в казках жертвами канібалізму зазвичай є дівчатка, від яких племена позбувалися як від осіб, які не виконують чоловічу роботу і ще не можуть давати потомство, але споживають обмежені ресурси. Це корелює з реальними вбивствами дівчаток у деяких племенах, які фіксувалися ще в XX столітті. Частка вбитих дівчаток часом досягала 40 %, проте канібалізм уже не відбувався.
Також людожерство є поширеною метафорою сексу, зокрема інцесту. Мотив пожирання дівчини драконом чи іншим чудовиськом (або намір до цього) деякими дослідниками, такими як Бенгт Гольбек, вважається зображенням засуджуваного інцесту між батьком і дочкою.
У сучасній культурі людоїдство засуджується, що пояснюється низкою причин. Людське м'ясо має низьку енергетичну цінність, а його вживання вважається ознакою або виняткового голоду, або нецивілізованості, якщо це здійснюється з ритуальною метою. Через харчування сирим людським м'ясом можуть передаватися хвороботворні бактерії та пріони, зокрема збудник хвороби куру. В той же час у Західній культурі дедалі частіше практикується поїдання плаценти жінками після пологів, що за повір'ям дає додаткову енергію та зменшує післяпологовий стрес. Наприклад, так вчинили акторки Кім Кардаш'ян і Алісія Сільверстоун. Деякі компанії в США переробляють плаценту на їстівний порошок. Експерименти з вирощення м'яса в пробірці ставлять питання, чи допустимим було б споживання людського м'яса, вирощеного штучно за межами людського організму.
У переносному значенні людоїд — дуже жорстока, схильна до насильства, вбивства людина.